# بلانکا ۲۸-۹۰ فلش
بلانکا ۲۸–۹۰ فلش (به انگلیسی: Bellanca_28-90) یک هواگرد ملخ‌پیشین تک‌موتوره از نوع ترابری ساخت شرکت Bellanca است. هواگرد بلانکا ۲۸–۹۰ فلش نخستین پروازش را در ۱۹۳۷ میلادی انجام داد. در مجموع، تعداد ۴۳ فروند از این هواگرد ساخته شده‌است.
طراح این هواگرد، Albert W. Mooney بود.